# Les Chaînes du sang
Pour plus de détails, voir Fiche technique et Distribution.
Les Chaînes du sang (Bloodbrothers) est un film américain réalisé par Robert Mulligan, sorti en 1978.

## Synopsis
Situé dans une communauté ouvrière du Bronx, on suit l'histoire de la famille De Coco, dont Thomas est le chef de famille. Il a deux fils, mais l'un d'eux, Stony, veut être éducateur et pas ouvrier du bâtiment. Il accepte alors un emploi d'assistant récréatif dans un service hospitalier pour enfants. Immédiatement, des divisions amères commencent à faire surface entre lui et son père.

## Fiche technique
- Titre français : Les Chaines du sang
- Titre original : Bloodbrothers
- Réalisation : Robert Mulligan
- Scénario : Walter Newman, basé sur la nouvelle de Richard Price
- Photographie : Robert Surtees
- Montage : Sheldon Kahn (en)
- Musique : Elmer Bernstein
- Producteur : Stephen J. Friedman
- Sociétés de production : Kings Road Entertainment & Warner Bros.
- Société de distribution : Warner Bros.
- Pays d'origine :  États-Unis
- Langue : Anglais
- Format : Couleur — 35 mm — 1,85:1 — Son : Mono
- Genre : Film dramatique
- Durée : 116 minutes
- Affiche : Bill Gold (États-Unis)

## Distribution
- Paul Sorvino : 'Gras Double'
- Tony Lo Bianco : Tommy De Coco
- Richard Gere (VF : François Leccia) : Stony De Coco
- Lelia Goldoni : Maria De Coco
- Marilu Henner (VF : Béatrice Delfe) : Annette
- Kenneth McMillan : Banion
- Michael Hershewe : Albert De Coco
- Kristine DeBell : Cheri
- Floyd Levine : Dr Harris
- Yvonne Wilder : Phyllis De Coco
- Gloria LeRoy : Sylvia
- Robert Englund : Mott
- Bruce French : Paulie
- Peter Iacangelo : Malfie
- Eddie Jones : Blackie
- Kim Milford : Butler
- Danny Aiello : Artie
- Paulene Myers : Mme Pitt

 Source et légende : version française (VF) sur RS Doublage

## À noter
- Tony Lo Bianco, qui joue le père autoritaire de Richard Gere, n'a en fait que 12 ans de plus que ce dernier.

## Récompenses et distinctions

### Nominations
- Oscars
  - Meilleur scénario adapté pour Walter Newman
- WGA Awards
  - Meilleur drame adapté pour Walter Newman